# Oko bere
Oko bere (anglicky 21) je americké drama z roku 2008 natočené společností Columbia Pictures. Jedná se o příběh o chudém, ale nadaném studentovi MIT Benu Campbellovi, který by rád studoval na Harvardu medicínu, ale chybí mu oněch potřebných 300 000 USD. Příběh má pravdivé jádro o tzv. Blackjack teamu, který v 90. letech obral kasina v Las Vegas o značné sumy a právě lasvegaská kasina tento film spolufinancovala, aby si nahradila alespoň část ztrát způsobených činností tohoto týmu. Spoluproducentem filmu byl i Kevin Spacey, který hraje jednu z hlavních rolí.

## Děj
Film začíná tím, jak se Ben Campbell (Jim Sturgess) snaží dostat na lékařskou fakultu Harvardovy univerzity, ale zjistí, že i přes svoji genialitu potřebuje 300 000 USD, aby mohl na škole studovat. Proto pracuje v módním butiku za 8 USD na hodinu a společně se 2 přáteli se účastní soutěže 2,09 o nejlepšího robota bez lidského ovládání. Vypadá to, že nebude mít dost prostředků na studia. Při hodině matematiky, kterou vede profesor Micky Rosa (Kevin Spacey) však ukáže svůj talent a profesor Rosa ho zavede do skupinky nadaných matematiků, kteří se živí obíráním kasin počítáním karet ve hře Blackjack. Ačkoliv je tato metoda legální, tak kasina ji nevidí rádi a velitel ostrahy Cole Williams (Laurence Fishburne) takovéto hráče většinou odmění svojí pěstí. Přes tato rizika je to velice výnosné, ale Ben zpočátku odmítá. Nabídku, aby se stal členem týmu, přijme až po rozhovoru s Jill Taylorovou (Kate Bosworth), která ho přesvědčí o výhodnosti tohoto podniku. Po ozkoušení jeho schopností a po přípravě týmu se všichni vydávají do Las Vegas, kde postupně vydělají velké peníze, ale postupně se tým rozhádá a navíc Bena dostihne jeho chamtivost. Navíc prohraje velkou částku peněz a jeho učitel opustí tým a Benovy vydělané peníze ukradne. Ben se snaží vést tým sám, ale skončí v podzemí kasina, kde ho Cole Williams zmlátí, ale nabídne mu obchod, že chce dostat Mickyho Rosu, který v minulosti počítáním karet připravil kasina, kde působil Cole, o velké peníze. Ben se naoko vrátí do týmu a společně tým rozehraje velkou hru v Las Vegas, kdy je Micky chycen Colem, který tím dokončí svůj případ a odchází na penzi. Ben se vrací ke starým přátelům, které opustil, když začal hrát s týmem. Navíc vyhrají soutěž 2,09 a Jill se vrátí k Benovi. Navíc se dá tým opět dohromady společně s 2 Benovými kamarády a opět obírají kasina. Vše graduje, když Ben díky své hráčské zkušenosti uspěje u pohovoru o stipendium na studium medicíny na Harvardu.

## Obsazení
- Jim Sturgess jako Ben Campbell
- Kevin Spacey jako Prof. Mickey Rosa
- Kate Bosworth jako Jill Taylor
- Aaron Yoo jako Choi
- Liza Lapira jako Kianna
- Jacob Pitts jako Jimmy Fisher
- Laurence Fishburne jako Cole Williams
- Jack McGee jako Terry
- Josh Gad jako Miles Connoly
- Sam Golzari jako Cam
- Helen Carey jako Ellen Campbell
- Jack Gilpin jako Bob Phillips
- Donna Lows jako Planet Hollywood Dealer #1
- Butch Williams jako Planet Hollywood Dealer #2
- Jeff Ma (jako Jeffrey Ma) jako Planet Hollywood Dealer Jeff
- Frank Patton jako Planet Hollywood Floor Manager
- Steven Richard Vezina jako Red Rock Dealer #1
- Chaska T. Werner jako Red Rock Dealer #2
- Kyle Morris (jako Kyle D. Morris) jako Red Rock Dealer #3
- Frank DeAngelo jako Red Rock Host
- Marcus Weiss jako Red Rock Valet
- Anthony DiMaria jako Hard Rock Doorman